# Fatmawati
Fatmawati, född 5 februari 1923 i Nederländska Ostindien, död 14 maj 1980 i Kuala Lumpur, Malaysia var president Sukarnos tredje maka och utnämnd nationalhjäte i Indonesien, Pahlawan Nasional Indonesia. Hon var också moder till Indonesiens första kvinnliga president, Megawati Sukarnoputri. Det var Fatmawati som konstruerade den första indonesiska flaggan.

## Biografi

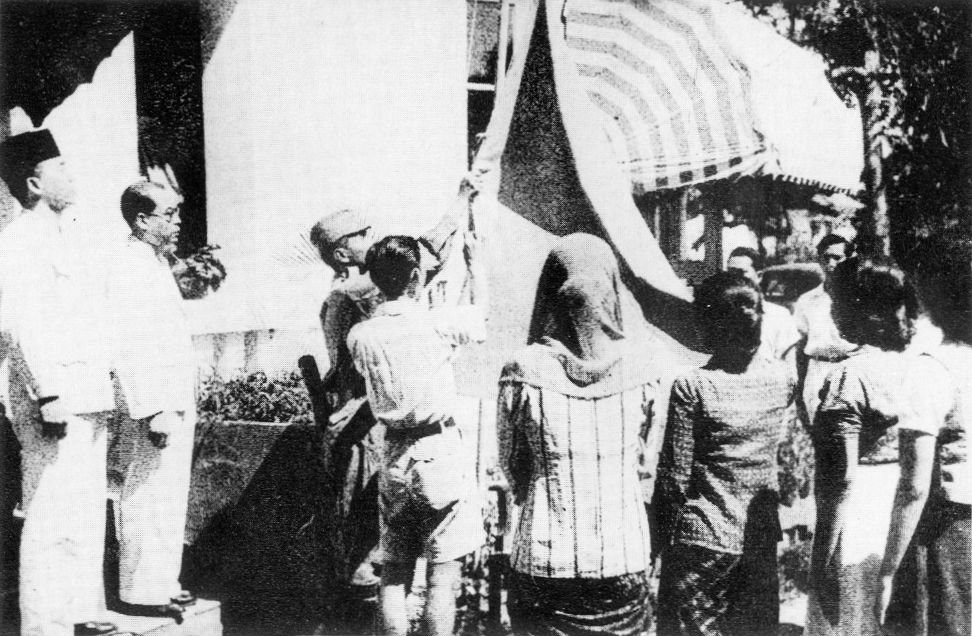
Fatmawati konstruerade Indonesiens första flagga. Fotot visar den första flagghissningen.

Fatmawati föddes i februari 1923 i Bengkulu som dotter till Hasan Din och Chadijah. En av hennes förfäder var prinsessa i ett av minangkabauernas kungarike, Inderapura-sultanatet.
När Fatmawati mötte Sukarno var hon tonårig och han var gift med den 53-åriga Inggit. Sukarnos dåvarande fru vägrade skilsmässa, men efter två år kom parterna överens. Sukarno hävde att han behövde en ny fru för att få barn som kunde bära hans namn vidare.

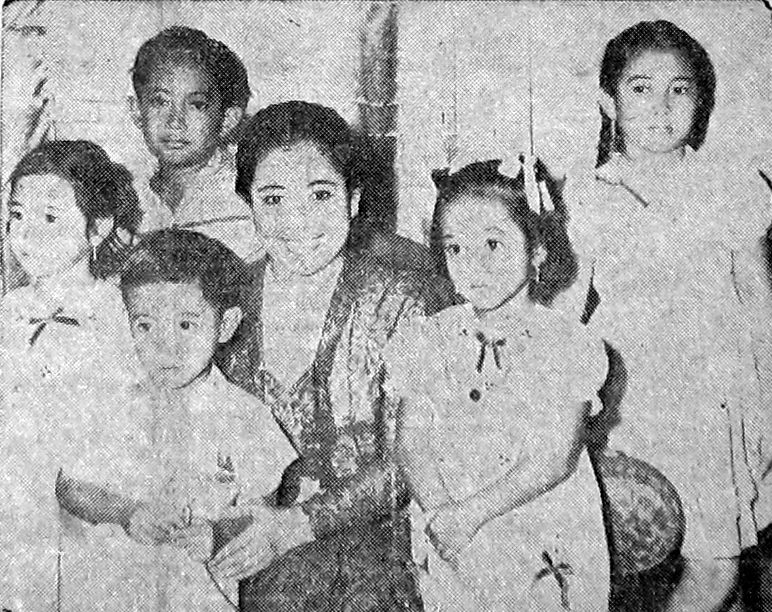
Fatmawati med sina och Sukarnos fem barn.

1943 blev Fatmawati Sukarnos tredje hustru och följde år födde hon hans första barn, en son. Sukarno gav sonen namnet Guntur, som betyder "åska". Som Rikets första dam fick hon 1945 vara med om att förklara Indonesien självständigt. Det var Fatmawati som konstruerade den första flaggan för den nya nationen. Den användes fram till 1967.
Under regeringstiden fanns en växande rörelse för kvinnorätt i Indonesien, bland annat för att reformera lagarna kring äktenskap. Till att börja med var Fatmawati inte för reformeringen, men kom att ändra sig när hon förstod att hennes make ville gifta sig igen. Den här gången ville han inte skilja sig, utan ville ha en andra hustru. Sukarno gifte sig med Hartini, sin nya fru, 1953 och Fatmawati flyttade ut från presidentpalatset. Som del i överenskommelsen fick Fatmawati behålla titel Rikets första dam. Förändringen var ett hårt slag mot rörelsen för ökad kvinnorätt. Fatmawati bestämde sig för skilsmässa, men kunde inte finna någon religiös ledare som var beredd att gå emot Sukarnos vilja. Kvinnorättsrörelsen försökte uppmuntra Fatmawati att återvända till palatset och återta sina rättigheter som Rikets första dam.
1953 grundade Fatmawati Ibu Soekarno Foundation för ett sjukhus för barn med tuberkulos. Med statliga medel kunde sjukhuset börja byggas 1954, och fick namnet Madam Soekarnos sjukhus. Bland annat finansiella problem gjorde dock att sjukhuset inte kunde öppna förrän 1961. Då öppnade det inte heller som ett specialiserat tuberkulossjukhus för barn, utan som ett allmänt sjukhus. 1967 bytte sjukhuset namn till Fatmawati Central General Hospital.
Fatmawatis andra barn, Megawati Soekarnoputri, blev president 2001.